# 钱弘亿
钱弘亿（929年—967年），字延世，杭州錢塘（今浙江杭州）人，五代十國的吳越國國王钱元瓘的第十子，武肃王钱镠的孙子。母亲沈氏。钱弘亿出生之前，文穆王钱元瓘梦见僧人入帐，所以钱弘亿的小名是和尚。
钱弘亿二十岁为内牙诸军左右都虞候，检校左仆射。闽国灭亡时，率军救援福州。劝阻忠献王錢弘佐铸造铁钱，钱弘亿强力反对，说“新钱（铁钱）既行，旧钱（铜钱）皆流入邻国”，指出劣币驱逐良币的规律；“可用于我国而不可用于他国，则商贾不行，百货不通”，指出通商对吴越的重要作用。所以錢弘佐没有实行。钱俶在位时，担任丞相。钭滔密谋反叛,牵连到钱弘亿。钱弘亿出为明州刺史，治理地方有善政。建隆初年，宋太祖命他为奉国军节度使、检校太保，为宋太祖的父亲赵弘殷避讳，改名钱亿，自知死期将至，大会宾客，诀别后，卧病三日而终，年三十九岁，谥号康献。